# Benjamin Cravatt III
Benjamin Franklin Cravatt III, né le 13 avril 1970 est un chimiste américain. Il est professeur au Département de chimie de l'Institut de recherche Scripps à La Jolla, en Californie. Considéré comme un co-inventeur de la protéomique basée sur l'activité et un contributeur substantiel à la recherche sur le système endocannabinoïde, il est une figure importante dans le domaine naissant de la biologie chimique. Cravatt est élu à l'Académie nationale des sciences en 2014 et à l'Académie américaine des arts et des sciences en 2016.

## Jeunesse et éducation
Son père est dentiste et sa mère hygiéniste dentaire, et ont tous deux inculqué à Cravatt un intérêt pour la biologie dans son enfance.
Cravatt entre à l'Université Stanford en 1988, obtenant en 1992 un BS en sciences biologiques et un BA en histoire,. Il obtient ensuite un doctorat en structure macromoléculaire et cellulaire et en chimie de l'Institut de recherche Scripps en 1996, où il travaille sous la supervision conjointe de Dale L. Boger et Richard Lerner.

## Recherches
Ses premières contributions au domaine des cannabinoïdes comprennent l'identification et la caractérisation de l'enzyme hydrolase d'amide d'acide gras (FAAH) de terminaison endocannabinoïde, ainsi que l'isolement du nouveau composé soporifique oléamide du liquide céphalo-rachidien,.
Cravatt et ses collègues sont les pionniers de la technologie protéomique chimique de profilage des protéines basée sur l'activité (ABPP), qu'ils utilisent en 2010 pour élucider certaines caractéristiques protéomiques globales des protéases à cystéine. Le laboratoire de Cravatt combine depuis la technologie ABPP avec la métabolomique.

## Récompenses
Il reçoit le prix TR100 en 2002, le prix Eli Lilly en chimie biologique en 2004, le prix ASBMB-Merck en 2014 et le prix commémoratif Sato en 2015. Cravatt reçoit également une subvention NCI MERIT en 2009. En 2022, il reçoit le prix Wolf de chimie.
Cravatt est cofondateur de Vividion Therapeutics, Abide Therapeutics et ActivX Biosciences. Il est auparavant rédacteur en chef adjoint du Journal of the American Chemical Society and Chemical Science.